# Iskrovci
Iskrovci (en serbe cyrillique : Искровци) est un village de Serbie situé dans la municipalité de Dimitrovgrad, district de Pirot. Au recensement de 2011, il comptait 28 habitants.

## Démographie
| 1948 | 1953 | 1961 | 1971 | 1981 | 1991 | 2002 | 2011 |
| ---- | ---- | ---- | ---- | ---- | ---- | ---- | ---- |
| 556  | 556  | 378  | 260  | 137  | 61   | 38   | 28   |

|  |